# Hesperocyon
Hesperocyon és un gènere extint de mamífers carnívors de la família dels cànids que visqueren a Nord-amèrica des l'Eocè mitjà fins a l'Oligocè superior, fa entre 24,8 i 46,2 milions d'anys. Se n'han trobat restes fòssils al Canadà i els Estats Units. El nom genèric Hesperocyon significa ‘gos d'Occident’.
Feia uns 80 centímetres de longitud.